# Elaeocarpus foxworthyi
Elaeocarpus foxworthyi är en tvåhjärtbladig växtart som beskrevs av Merrill. Elaeocarpus foxworthyi ingår i släktet Elaeocarpus och familjen Elaeocarpaceae. Inga underarter finns listade i Catalogue of Life.